# 노비비노돌스키

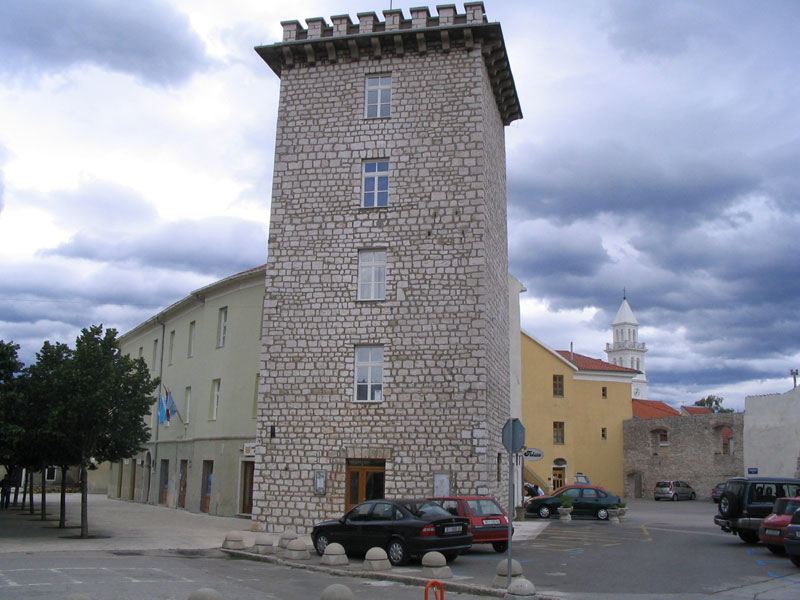
노비비노돌스키에 있는 프란코판(Frankopan) 성

노비비노돌스키(크로아티아어: Novi Vinodolski)는 크로아티아 프리모레고르스키코타르주에 위치한 도시로 인구는 5,113명(2011년 기준)이다.

시 문장